# Propithecus
Propithecus là một chi động vật có vú trong họ Indridae, bộ Linh trưởng. Chi này được Bennett miêu tả năm 1832. Loài điển hình của chi này là Propithecus diadema Bennett, 1832.
Giống như tất cả các loài vượn cáo, các loài trong chi này chỉ được tìm thấy trên đảo Madagascar. Tất cả các loài đều đang bị đe dọa, từ dễ bị tổn thương đến cực kỳ nguy cấp.
Các loài chi này là các indridae cỡ vừa với chiều dài đầu và thân 40–55 cm (16–22 in) và trọng lượng 3–6 kg (6,6-13,2 lb). Đuôi của chúng chỉ dài bằng cơ thể, giúp phân biệt chúng với Indri. Lông của chúng rất dài và mượt, có màu sắc khác nhau của loài từ trắng hơi vàng đến nâu đen. Khuôn mặt tròn không có lông luôn có màu đen. 

## Hình ảnh

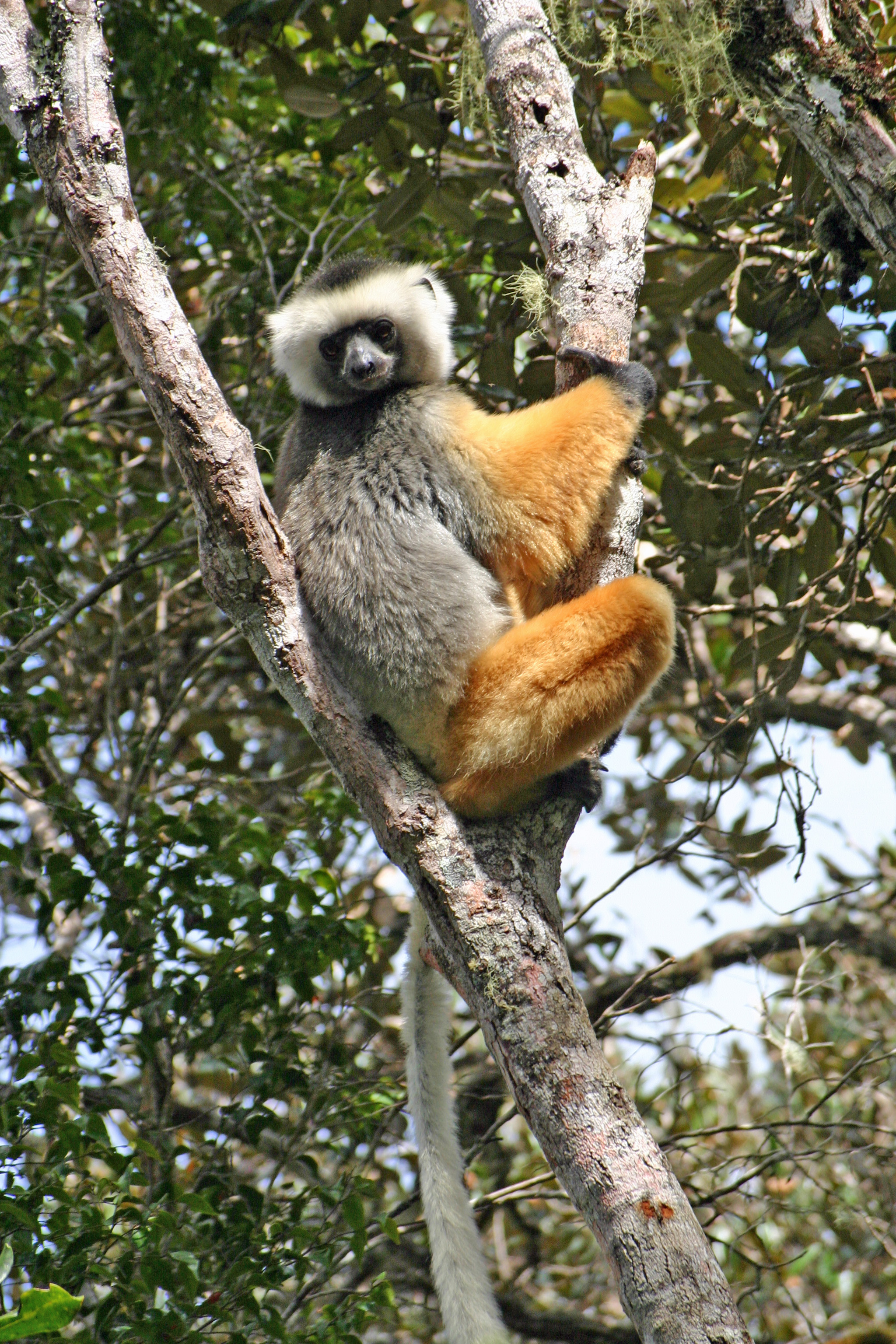
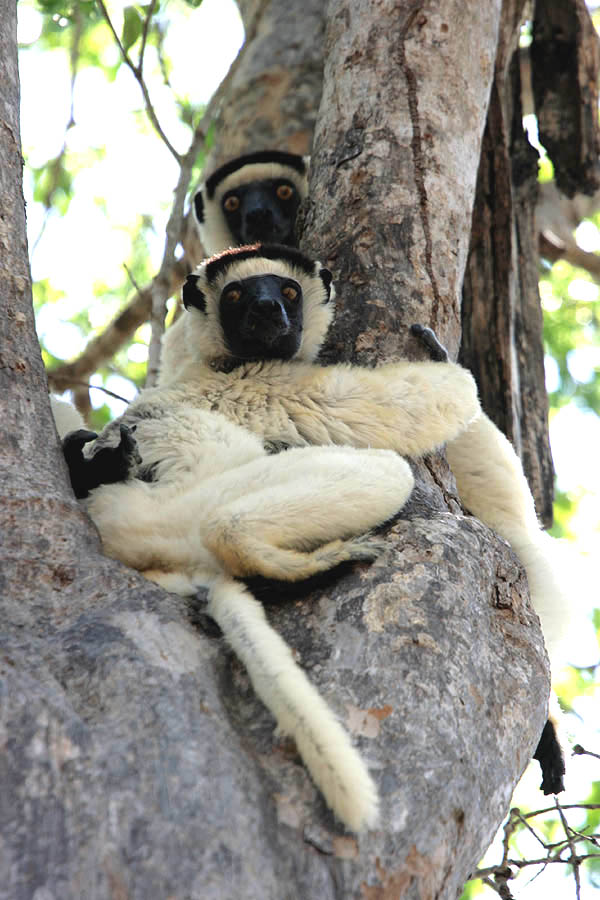
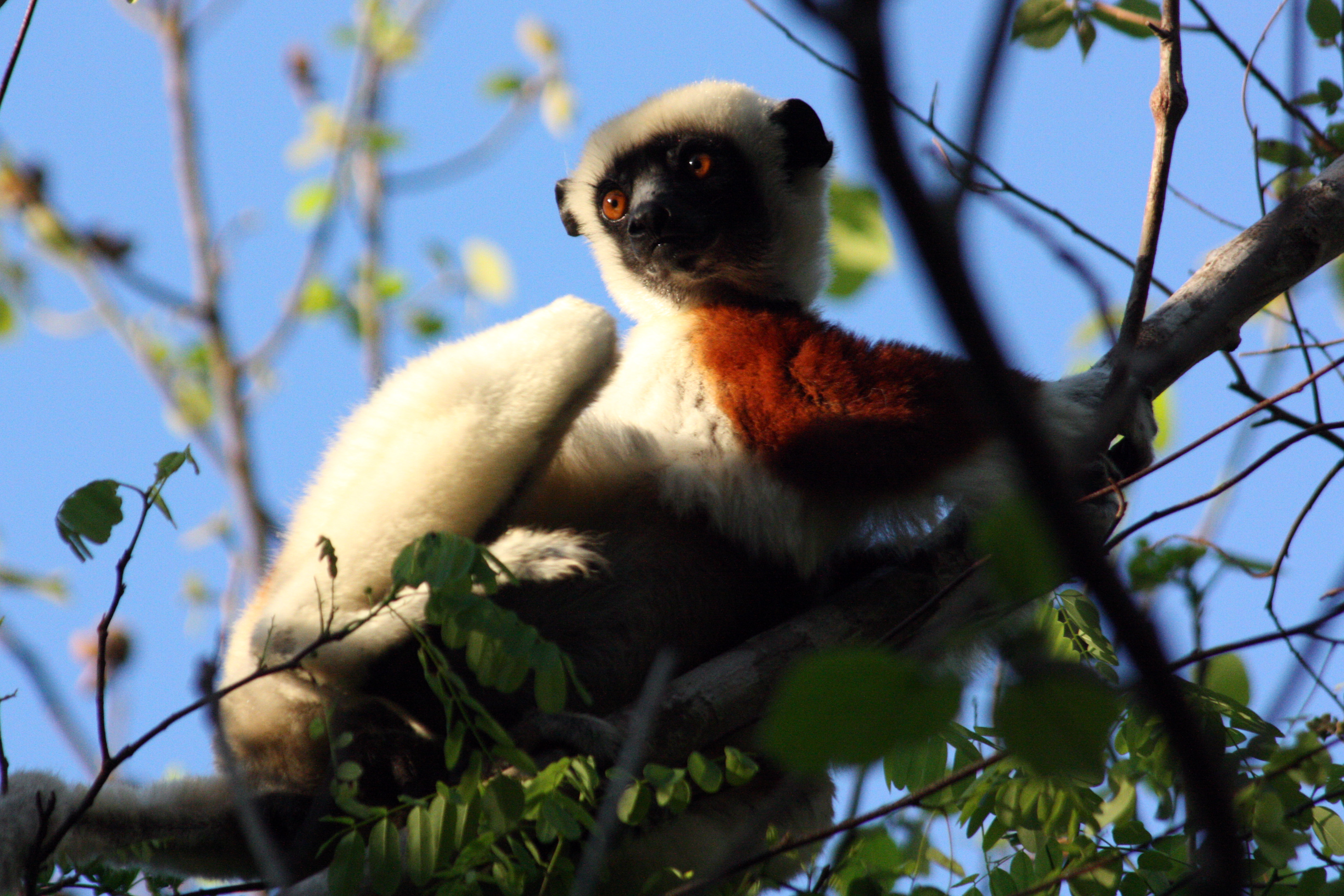
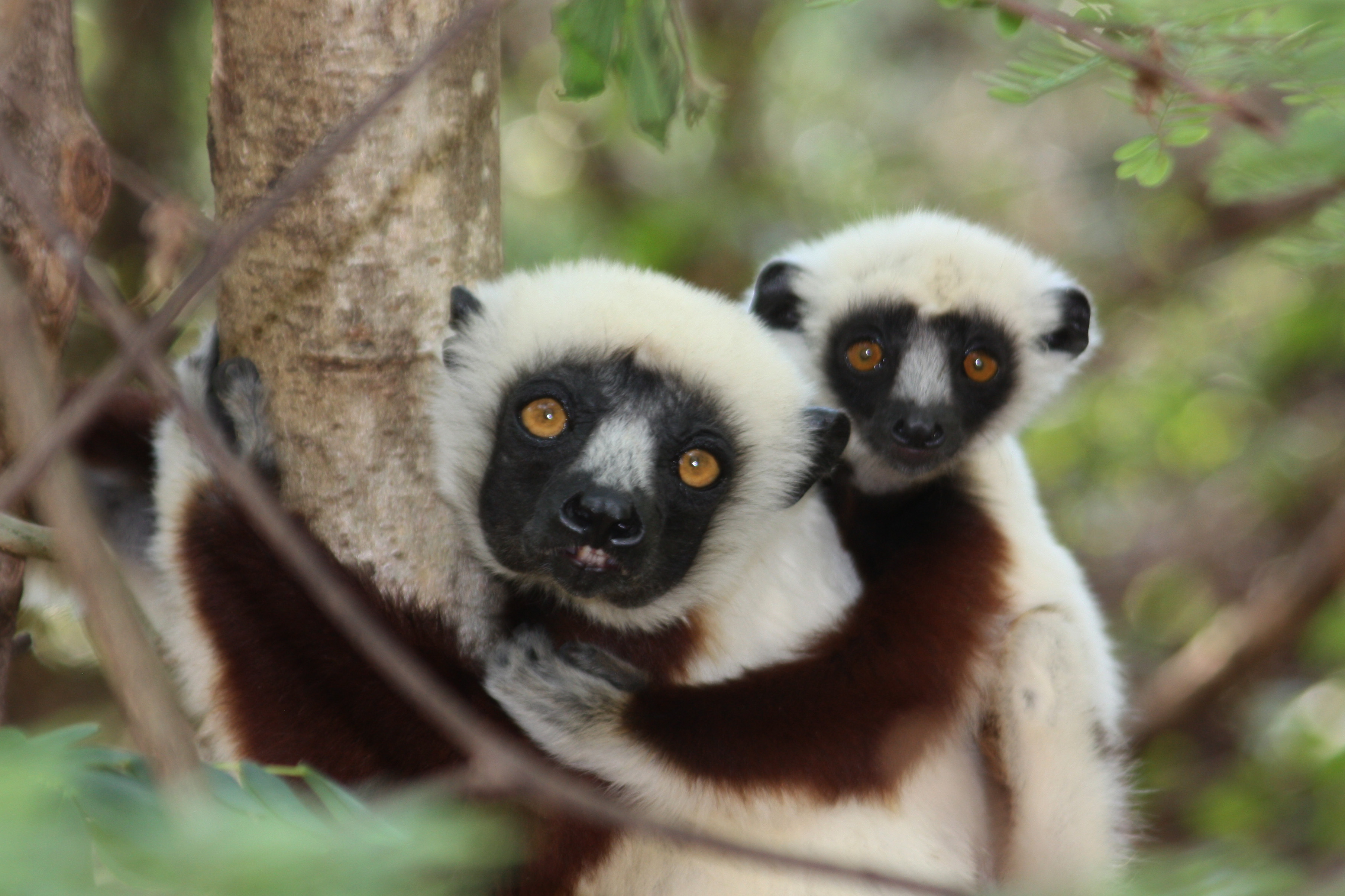

## Các loài
Chi này gồm các loài: